# 目眩神迷
目眩神迷是Ado的單曲，於2023年10月5日由維京音樂以數位單曲的形式發行。歌曲由meiyo作詞和作曲，菅野洋子和SEATBELTS負責編曲。本曲亦為電視動畫《SPY×FAMILY間諜家家酒》第2季的片頭曲。

## 概要
目眩神迷是電視動畫《SPY×FAMILY間諜家家酒》第2季的片頭曲。參與歌曲製作的SEATBELTS是由菅野洋子領導的樂團，曾為動畫《星際牛仔》製作主題曲Tank!。Ado提到她希望透過這首歌表現出《SPY×FAMILY間諜家家酒》的古典風格以及家庭日常的輕鬆樂趣。
歌曲的音樂錄影帶於2023年10月7日在YouTube上發布，影片使用了由插畫家s!on設計的插圖，該插畫家也設計了數位發行單曲的封面視覺圖。

## 獲得獎項與提名
| 獎項             | 年份 | 類別   | 結果 | 來源  |
| ---------------- | ---- | ------ | ---- | ----- |
| 令和動畫歌曲大獎 | 2023 | 作曲獎 | 提名 | [ 5 ] |

## 排行榜

### 週榜
| 排行榜（2023年）         | 最高位 |
| ------------------------ | ------ |
| 日本（Japan Hot 100）    | 9      |
| 日本（Oricon合算單曲榜） | 18     |

## 銷量認證
| 地區                 | 认证 | 认证单位/销量 |
| -------------------- | ---- | ------------- |
| 日本（日本唱片協會） | 金   | 50,000,000†   |
| †僅含認證的銷量      |      |               |

## 翻唱
目眩神迷由Hello, Happy World!樂團中的角色弦卷心（伊藤美來）翻唱，並於2024年9月14日收錄於遊戲《BanG Dream! 少女樂團派對》。

## 外部連結
- Ado－UNIVERSAL MUSIC JAPAN